# Ole Schmidt
Ole Schmidt Pedersen (14. juli 1928 i København – 6. marts 2010 i Marciac, Frankrig) var en dansk dirigent, der især var kendt for sine indspilninger af Carl Nielsens symfonier samt for i en periode (1978-1985) at have været chef for Århus Symfoniorkester.
Schmidt blev uddannet på Det Kongelige Danske Musikkonservatorium og har fulgt dette op med at studere hos kapaciteter som Rafael Kubelik og Sergiu Celibidache. Han har dirigeret adskillige orkestre i ind- og udland, f.eks. London Symphony Orchestra.
Ole Schmidt har modtaget Carl Nielsen-prisen.